# Thorbjørn Olesen
Jacob Thorbjørn Olesen (født 21. december 1989) er en dansk professionel golfspiller.

## Liv og karriere
Thorbjørn Olesen blev født i Hareskovby (Furesø Kommune) og blev professionel golfspiller i 2008. 
Thorbjørn Olesen startede med at spille golf i en alder af syv år. Faren havde taget ham med ud på banen, fordi broren ikke kunne spille, og hurtigt blev han bidt af det. I år 2000, da han var 10 år, opdagede den dengang nyansatte klubpro i Værløse Golfklub, Lars Nysøe, ham under en træning. Allerede da så han et kæmpe potentiale i den unge dreng, og bare to år senere vandt han seniorenes klubmesterskab i klubben – som bare 12-årig.
Han sluttede som nummer fire på third-level pro-touren Nordic League's pengeliste i 2009, efter at have vundet tre turneringer. Ved kvalifikationsturneringen til European Tour i 2009 sluttede Olesen et slag fra en direkte kvalifikation til European Tour. I stedet kvalificerede han sig til Europas 2. division indenfor golf, Challenge Touren, for 2010-sæsonen. I sin debutsæson på Challenge Touren vandt han sin første sejr, The Princess, afholdt i Sverige i juli måned.  Thorbjørn Olesen sluttede som nummer tre på Challenge Touren i hans debutsæson. Dermed kvalificerede han sig til European Tour i sæsonen 2011. I hans debutsæson på European Tour sluttede han som nummer 48 efter at have sluttet nummer 2 i hele 3 turneringer. Den 1. april 2012 vandt Olesen sin første sejr på European Tour, da han efter en finalerunde i 69 slag, 3-under-par, vandt Sicilian Open foran engelske Chris Wood.
29. juli 2019 blev han anholdt i lufthavnen Heathrow i London efter en flyvetur fra Nashville til London på grund af anklager om upassende opførsel.
Senere blev han tiltalt for "sexual assault on a female", hvilket dækker over berøring af seksuel karakter uden samtykke, "assault by beating", som i engelsk lov dækker over et overfald af mindre grov karakter, samt for at være beruset på flyet. Han erklærede sig ved flere høringer uskyldig i de tre forhold, han var tiltalt for. Retssagen blev berammet til december 2021 Den 8. december 2021 blev Olesen frikendt for alle forhold ved en domstol i London.

## Professionelle sejre (13)

### European Tour sejre (8)
| Nr. | Dato             | Turnering                         | Vinderscore             | Sejrsmargin | Runner(s)-up                |
| --- | ---------------- | --------------------------------- | ----------------------- | ----------- | --------------------------- |
| 1   | 1. april 2012    | Sicilian Open                     | -15 (68–69–67–69=273)   | 1 slag      | Chris Wood                  |
| 2   | 26. oktober 2014 | ISPS HANDA Perth International    | -17 (64-69-67-69 = 271) | 3 slag      | Victor Dubuisson            |
| 3   | 4. oktober 2015  | Alfred Dunhill Links Championship | -18 (68-66-65-71 = 270) | 2 slag      | Brooks Koepka, Chris Stroud |
| 4   | 6. november 2016 | Turkish Airlines Open             | -20 (65-62-68-69 = 264) | 3 slag      | David Horsey, Li Haotong    |
| 5   | 3. juni 2018     | Italian Open                      | -22 (65-68-65-64 = 262) | 1 slag      | Fransesco Molinari          |
| 6   | 8. maj 2022      | Betfred British Masters           | -10 (66-70-69-73 = 278) | 1 slag      | Sebastian Söderberg         |
| 7   | 19. februar 2023 | Thailand Masters                  | -24 (67-67-64-66) = 264 | 4 slag      | Yannik Paul                 |
| 8   | 28. januar 2024  | Ras Al Khaimah Championship       | -27 (69-62-63-67) = 261 | 6 slag      | Rasmus Højgaard             |

### Challenge Tour sejre (1)
| Nr. | Dato         | Turnering    | Vinderscore           | Sejrsmargin | Runner(s)-up                       |
| --- | ------------ | ------------ | --------------------- | ----------- | ---------------------------------- |
| 1   | 4. juli 2010 | The Princess | -14 (69–66–65–70=270) | 2 slag      | Peter Gustafsson, Bernd Wiesberger |

### Nordic League sejre (4)
| Nr. | Dato             | Turnering                    | Vinderscore       | Sejrsmargin | Runner(s)-up                   |
| --- | ---------------- | ---------------------------- | ----------------- | ----------- | ------------------------------ |
| 1   | 22. oktober 2008 | Ecco Tour Qualification      | -10 (67-67=134)   | 2 slag      | Petter Bocian                  |
| 2   | 22. januar 2009  | Hi5 Pro Tour Oliva Nova Open | -1 (74-73-68=215) | 1 slag      | Sean Elliott, Kristian Nielsen |
| 3   | 29. januar 2009  | Hi5 Pro Tour Open de Quara   | -3 (70-70-73=213) | Omspil      | Peter James                    |
| 4   | 15. august 2009  | JELD-WEN Masters             | -9 (71–65–71=207) | 3 slag      | Kristian Nielsen               |

## Eksterne links
- Thorbjørn Olesens profil på Olympics.com (engelsk)
- Thorbjørn Olesens profil på Olympic.org (arkiveret) (engelsk)
- Thorbjørn Olesens profil på Sports-Reference OL-resultater (arkiveret) (engelsk)
- Thorbjørn Olesens profil på Olympedia (engelsk)
- Thorbjørn Olesens profil hos PGA (engelsk)
- Thorbjørn Olesens profil hos Official World Golf Ranking (engelsk)
- Thorbjørn Olesens profil hos EuroTour (engelsk)
- Thorbjørn Olesens profil hos JapanTour (engelsk)
- Thorbjørn Olesens profil på Golfdata.se (svensk)
- Thorbjørn Olesen Arkiveret 29. april 2013 hos  Wayback Machines personlige hjemmeside

| Priser                                     | Priser                               | Priser                                                    |
| ------------------------------------------ | ------------------------------------ | --------------------------------------------------------- |
| Foregående: 2011 Mie Ø. Nielsen i svømning | Årets fund i dansk idræt 2012 i golf | Efterfølgende: 2013 Emma Aastrand Jørgensen i kajakroning |